# 月里麻思
月里麻思（？—1277年），乃马氏（乃蛮），蒙古帝国将领。
1237年，窝阔台命他与断事官忽都那颜同署。1238年，又同阿术鲁拔都儿充任达鲁花赤，率兵攻破南宿州。1241年，奉命与南宋议和。从行者七十余人，月里麻思驰抵淮上，宋将将他囚在长沙飞虎寨达三十六年，1277年卒。忽必烈以其子忽都哈思为答剌罕。

## 延伸阅读
[在维基数据编辑]
 《元史·卷123》，出自宋濂《元史》
 《新元史/卷152》，出自柯劭忞《新元史》